# Akosombo
Akosombo — miasto w dystrykcie Asuogyaman w Regionie Wschodnim w Ghanie.
W Akosombo, na rzece o tej samej nazwie, znajduje się zapora wodna oraz most Adomi.